# دال‌قلینج‌لی
دال‌قلینج‌لی (ترکی آذربایجانی: Dalqılınclı) یک منطقهٔ مسکونی در جمهوری آرتساخ است که در استان شاهومیان واقع شده‌است.